# Nati il 20 giugno
| Questa pagina contiene informazioni ricavate automaticamente dalle voci biografiche con l'ausilio del template Bio e di un bot. L'aggiornamento è periodico e automatico e ricostruisce completamente la pagina. Se manca una persona in questa lista, sei pregato di non aggiungerla, ma accertati piuttosto che la sua voce biografica contenga il template Bio e che i dati anagrafici siano correttamente compilati. Se il template Bio manca, inseriscilo tu stesso o, in alternativa, metti l'avviso {{tmp\|Bio}} che ne segnala la mancanza. Se i dati riportati sono sbagliati, correggi direttamente la voce biografica; le modifiche saranno visibili in questa lista entro pochi giorni. Per chiarimenti vedi il progetto biografie. La lista contiene solo le 1.140 persone che sono citate nell'enciclopedia e per le quali è stato implementato correttamente il template Bio. Pagina aggiornata al 17 ago 2025. |

## XI secolo(1)
- 1005 - Al-Zahir li-iʿzaz al-Din Allah, sovrano egiziano († 1036)

## XIV secolo(1)
- 1389 - Giovanni Plantageneto, I duca di Bedford, nobile britannico († 1435)

## XV secolo(3)
- 1432 - Baldassarre d'Este, pittore italiano († 1510)
- 1469 - Gian Galeazzo Maria Sforza, duca italiano († 1494)
- 1485 - Astorre III Manfredi, politico († 1502)

## XVI secolo(10)
- 1501 - Clemente d'Olera, cardinale e vescovo cattolico italiano († 1568)
- 1510 - Grazia Nasi, portoghese († 1569)
- 1530 - Francesco Ottone di Brunswick-Lüneburg, nobile tedesco († 1559)
- 1531 - Cesare Caporali, poeta italiano († 1601)
- 1558 - Mark Welser, banchiere, politico e astronomo tedesco († 1614)
- 1566 - Sigismondo III di Polonia, re svedese († 1632)
- 1583 - Jacob De la Gardie, generale e politico svedese († 1652)
- 1588 - Lorenzo Brunelli, compositore italiano († 1648)
- 1589 - Giovanni Battista Altieri, cardinale e vescovo cattolico italiano († 1654)
- 1594 - Odorico Rinaldi, storico italiano († 1671)

## XVII secolo(13)
- 1634 - Carlo Emanuele II di Savoia, nobile italiano († 1675)
- 1638 - Ulrik Frederik Gyldenløve, nobile e generale danese († 1704)
- 1646 - Antonio Ottoboni, nobile e generale italiano († 1720)
- 1647 - Giovanni Giorgio III di Sassonia, nobile tedesco († 1691)
- 1655 - Vittoria Montecuccoli Davia, nobildonna italiana († 1703)
- 1670 - Ernst Friedrich von Windisch-Graetz, diplomatico e politico austriaco († 1727)
- 1672 - Luigi Cesare di Borbone, nobile francese († 1683)
- 1673 - Giuseppe Maria Ercolani, religioso italiano († 1759)
- 1674 - Nicholas Rowe, poeta e drammaturgo inglese († 1718)
- 1682 - Eleonore von Lobkowicz, nobile boema († 1741)
- 1691 - Pietro Antonio Magatti, pittore italiano († 1767)
- 1699 - Guglielmo Gustavo di Anhalt-Dessau, nobile († 1737)
- 1700 - Pierre-Antoine Mallet, esploratore francese († 1751)

## XVIII secolo(40)
- 1706 - Carlo Camuzi, patriarca cattolico italiano († 1788)
- 1709 - Giovanni Pietro Dolfin, scrittore, teologo e religioso italiano († 1770)
- 1710 - Benedetto Latilla, abate, arcivescovo cattolico e teologo italiano († 1767)
- 1717 - Jacques Saly, scultore francese († 1776)
- 1723 - Adam Ferguson, sociologo, storico e filosofo britannico († 1816)
- 1724 - Andrea Antonio Silverio Minucci, arcivescovo cattolico italiano († 1803)
- 1726 - Luisa Enrichetta di Borbone-Conti, nobile francese († 1759)
- 1729 - Domenico Spoto, vescovo cattolico italiano († 1808)
- 1730 - Teodoro de Croix, militare e funzionario spagnolo († 1792)
- 1731 - Pierre Julien, scultore francese († 1804)
- 1731 - William Legge, II conte di Dartmouth, nobile e politico inglese († 1801)
- 1737 - Vincenzo Martinelli, pittore e scenografo italiano († 1807)
- 1737 - Tokugawa Ieharu, militare giapponese († 1786)
- 1740 - Clément-Pierre Marillier, incisore e disegnatore francese († 1808)
- 1743 - Anna Laetitia Barbauld, scrittrice britannica († 1825)
- 1753 - Michel-Jean Borch, naturalista polacco († 1810)
- 1754 - Amalia d'Assia-Darmstadt, nobildonna († 1832)
- 1756 - Joseph Martin Kraus, compositore tedesco († 1792)
- 1760 - Richard Wellesley, I marchese Wellesley, nobile, militare e politico britannico († 1842)
- 1761 - Gaspare Capparoni, scultore e incisore italiano († 1808)
- 1761 - Jacob Hübner, entomologo tedesco († 1826)
- 1762 - Antonio Luigi di Hohenzollern-Sigmaringen, principe tedesco († 1831)
- 1763 - Theobald Wolfe Tone, politico irlandese († 1798)
- 1771 - Hermann von Boyen, politico e generale prussiano († 1848)
- 1771 - Giovanni Vicini, politico e giurista italiano († 1845)
- 1773 - Peter Early, politico statunitense († 1817)
- 1776 - Bosquier-Gavaudan, attore teatrale e commediografo francese († 1843)
- 1776 - Luigi Del Drago, cardinale italiano († 1845)
- 1778 - Jean-Baptiste Gaye, politico francese († 1832)
- 1785 - Manuel Basilio Bustamante, politico uruguaiano († 1863)
- 1786 - Marceline Desbordes-Valmore, poetessa, scrittrice e attrice teatrale francese († 1859)
- 1788 - Orsola Cozzi, scrittrice e romanziera italiana († 1831)
- 1788 - James Mott, mercante statunitense († 1868)
- 1789 - Friedrich Wilhelm Carové, filosofo tedesco († 1852)
- 1789 - Pietro I Moncada di Paternò, nobile e politico italiano († 1861)
- 1790 - Thomas Edward Bowdich, naturalista, esploratore e zoologo inglese († 1824)
- 1793 - Aleksander Fredro, commediografo e poeta polacco († 1876)
- 1796 - Luigi Amat di San Filippo e Sorso, cardinale italiano († 1878)
- 1797 - Karolina Gerhardinger, religiosa tedesca († 1879)
- 1797 - Georg Frederik Ursin, matematico danese († 1849)

## XIX secolo(138)
- 1801 - Lorenzo Granetti, medico e scrittore italiano († 1871)
- 1802 - Ferdinando Maffei di Boglio, generale italiano († 1856)
- 1804 - Karl Clemens Lilia von Westegg, generale austriaco († 1881)
- 1807 - Maria Giuseppa Guacci, poetessa italiana († 1848)
- 1807 - Enrico Morozzo Della Rocca, nobile, generale e politico italiano († 1897)
- 1807 - Joseph-Érasme-Louis de Courten, nobile e militare svizzero († 1871)
- 1808 - Samson Raphael Hirsch, rabbino e teologo tedesco († 1888)
- 1810 - Từ Dụ, imperatrice vietnamita († 1901)
- 1810 - Luigi Zuppetta, giurista e politico italiano († 1889)
- 1811 - Carlo Matteucci, fisico, fisiologo e politico italiano († 1868)
- 1812 - Antonio Berti, medico e politico italiano († 1879)
- 1813 - Joseph Autran, poeta e drammaturgo francese († 1877)
- 1817 - Auguste Alfred Rubé, pittore, decoratore e scenografo francese († 1899)
- 1818 - Edward Fitzalan-Howard, I barone Howard di Glossop, nobile e politico britannico († 1883)
- 1818 - Enrico Pazzi, scultore e museologo italiano († 1899)
- 1819 - Jacques Offenbach, compositore e violoncellista tedesco († 1880)
- 1824 - George Edmund Street, architetto inglese († 1881)
- 1826 - Angelo Gottardi, presbitero e architetto italiano († 1911)
- 1827 - Antonino Bonaccorsi, pittore italiano († 1897)
- 1827 - Vincenzo Cabianca, pittore italiano († 1902)
- 1827 - Charles Henri Haillot, generale francese († 1906)
- 1828 - Antonio De Witt, politico italiano († 1889)
- 1828 - Trang Ý, imperatrice vietnamita († 1902)
- 1831 - Halil Şerif Pascià, diplomatico e politico ottomano († 1879)
- 1832 - Benjamin Helm Bristow, politico, militare e magistrato statunitense († 1896)
- 1833 - Léon Bonnat, pittore francese († 1922)
- 1836 - Luigi Medici, politico italiano († 1915)
- 1837 - Luigi Carbone, patriota italiano († 1913)
- 1838 - Theodor Reye, matematico tedesco († 1919)
- 1839 - Konstantin Egorovič Makovskij, pittore russo († 1915)
- 1840 - Valentino Baldissera, presbitero e storico italiano († 1906)
- 1840 - Gerald Edmund Boyle, militare irlandese († 1927)
- 1841 - Marius Vasselon, pittore francese († 1924)
- 1843 - Fëdor Ignat'evič Stravinskij, basso russo († 1902)
- 1847 - Adalberto Cencetti, scultore italiano († 1907)
- 1847 - Gina Krog, politica, insegnante e editrice norvegese († 1916)
- 1849 - Raphaël Dubois, farmacologo francese († 1929)
- 1853 - Erich Schmidt, storico della letteratura tedesco († 1913)
- 1853 - Luigi Spandre, vescovo cattolico italiano († 1932)
- 1854 - Alfonso Barinetti, avvocato e politico italiano († 1920)
- 1854 - Pietro Spica Marcataio, chimico italiano († 1929)
- 1855 - Archibald Hay-Drummond, XIII conte di Kinnoull, nobile e ufficiale britannico († 1916)
- 1856 - Amedeo Fílipucci, artigiano e falsario italiano († 1927)
- 1856 - Antoinette de Saint Léger, imprenditrice e mecenate russa († 1948)
- 1858 - Charles Hardinge, I barone Hardinge di Penshurst, diplomatico britannico († 1944)
- 1858 - Paul André Maistre, generale francese († 1922)
- 1858 - Aleksandr Frantsevič Ragoza, generale ucraino († 1919)
- 1859 - Giovanni Boccardi, astronomo, matematico e presbitero italiano († 1936)
- 1859 - Charles Robson, crickettista, allenatore di calcio e dirigente sportivo inglese († 1943)
- 1861 - Frederick Gowland Hopkins, medico e biochimico britannico († 1947)
- 1862 - Marco Praga, commediografo e critico teatrale italiano († 1929)
- 1863 - Luigi Alberto Villanis, musicologo italiano († 1906)
- 1864 - Pier Pander, scultore e medaglista olandese († 1919)
- 1864 - Maria Fortunata Scola Camerini, scultrice italiana († 1937)
- 1865 - Bob Howarth, calciatore inglese († 1938)
- 1865 - Giuseppe Vandelli, filologo, italianista e critico letterario italiano († 1937)
- 1868 - Richard Riemerschmid, architetto tedesco († 1957)
- 1869 - Pasquale De Lorentiis, paleontologo e speleologo italiano († 1942)
- 1870 - Arturo Castelli, pittore, litografo e incisore italiano († 1919)
- 1870 - Georges Dufrénoy, pittore francese († 1943)
- 1870 - Thomas Mason Wilford, avvocato, politico e diplomatico neozelandese († 1939)
- 1872 - Bernhard Sekles, compositore, direttore d'orchestra e docente tedesco († 1934)
- 1873 - Cissy Fitzgerald, attrice britannica († 1941)
- 1873 - Alfred Loewy, matematico tedesco († 1935)
- 1873 - Andrew Neu, ginnasta e multiplista statunitense († 1959)
- 1874 - Georg Göhler, compositore, direttore d'orchestra e critico musicale tedesco († 1954)
- 1874 - Paolo Straneo, matematico e fisico italiano († 1968)
- 1875 - Othenio Abel, paleontologo austriaco († 1946)
- 1875 - Catherine Doucet, attrice statunitense († 1958)
- 1875 - Charles Ericksen, lottatore norvegese († 1916)
- 1875 - Paul Escoffier, attore francese († 1941)
- 1875 - Oliver Morosco, produttore teatrale statunitense († 1945)
- 1875 - Reginald Punnett, biologo e genetista britannico († 1967)
- 1875 - Hermann Rothert, avvocato, politico e storico tedesco († 1962)
- 1876 - Henri Bernstein, drammaturgo francese († 1953)
- 1876 - Raymond Lee Ditmars, erpetologo e zoologo statunitense († 1942)
- 1877 - Lydia Piva, poetessa italiana († 1898)
- 1878 - Ruggero Dondé, scultore italiano († 1957)
- 1878 - Will Mastin, ballerino e cantante statunitense († 1979)
- 1878 - Henri Villain, pittore e disegnatore francese († 1938)
- 1879 - Theodore Carstens, schermidore statunitense († 1955)
- 1879 - Adolphe Kégresse, inventore francese († 1943)
- 1879 - Fulvio Zugaro, generale italiano († 1931)
- 1880 - Friedrich Gundolf, critico letterario tedesco († 1931)
- 1880 - Leo Hunger, ginnasta e multiplista statunitense († 1956)
- 1880 - Antonio Mattioni, ingegnere italiano († 1961)
- 1880 - William Morton, pistard britannico († 1952)
- 1881 - John Crichton-Stuart, IV marchese di Bute, nobile scozzese († 1947)
- 1881 - Alfred Montagne, generale francese († 1963)
- 1881 - Ermenegildo Nucci, presbitero, storico e storico dell'arte italiano († 1950)
- 1882 - Eugenia Burzio, soprano italiano († 1922)
- 1882 - Émile Demangel, pistard francese († 1968)
- 1882 - Ned Sawyer, golfista statunitense († 1937)
- 1882 - Paolo Vietti-Violi, architetto italiano († 1965)
- 1882 - Johannes Willi, politico e imprenditore svizzero († 1952)
- 1883 - Leah Baird, attrice e sceneggiatrice statunitense († 1971)
- 1883 - Tom London, attore statunitense († 1963)
- 1883 - Sláva Vaněk, calciatore boemo († 1960)
- 1884 - Antonio Maria Bettanini, giurista, storico e presbitero italiano († 1964)
- 1884 - Johannes Heinrich Schultz, psichiatra e psicoterapeuta tedesco († 1970)
- 1885 - Frank Lukeman, multiplista e velocista canadese († 1946)
- 1885 - Alan Riverstone McCulloch, ittiologo australiano († 1925)
- 1886 - Giovanni Cervi, ciclista su strada italiano († 1977)
- 1886 - Werner Kummer, calciatore svizzero
- 1887 - Donatien, regista, attore e scenografo francese († 1955)
- 1887 - Kurt Schwitters, artista tedesco († 1948)
- 1888 - Raymond Gouin, calciatore francese († 1954)
- 1889 - Edward Neville Syfret, ammiraglio britannico († 1972)
- 1890 - Eugène Deloncle, politico francese († 1944)
- 1890 - Takatsugu Jōjima, ammiraglio giapponese († 1967)
- 1890 - Cumberland Posey, cestista e giocatore di baseball statunitense († 1946)
- 1890 - Calogero Angelo Sacheli, filosofo e scrittore italiano († 1946)
- 1891 - Giannina Arangi-Lombardi, soprano italiano († 1951)
- 1891 - Erik Bergqvist, pallanuotista e calciatore svedese († 1954)
- 1891 - John Aloysius Costello, avvocato e politico irlandese († 1976)
- 1892 - Scott R. Dunlap, produttore cinematografico, regista e attore statunitense († 1970)
- 1892 - Pёtr Petrovič Malachov, regista cinematografico sovietico († 1962)
- 1892 - Mario Martucci, generale e aviatore italiano († 1933)
- 1892 - Marcellus Schiffer, grafico, pittore e librettista tedesco († 1932)
- 1893 - Eugenio Musolino, politico italiano († 1989)
- 1893 - Wilhelm Zaisser, politico tedesco († 1958)
- 1894 - Attilio De Cicco, avvocato, diplomatico e politico italiano († 1957)
- 1894 - Amelia Pontremoli, italiana († 1944)
- 1894 - Joachim von Tresckow, generale tedesco († 1958)
- 1895 - Bronisław Rakowski, generale polacco († 1950)
- 1896 - Jenny-Laure Garcin, pittrice, regista e critica d'arte francese († 1978)
- 1896 - Ana Nogueira de Lucas, supercentenaria brasiliana († 2010)
- 1896 - Wilfrid Pelletier, direttore d'orchestra e pianista canadese († 1982)
- 1897 - Donald Keyhoe, ufologo e aviatore statunitense († 1988)
- 1897 - Charlie Mathys, giocatore di football americano statunitense († 1983)
- 1897 - Harold Frederick Pitcairn, aviatore e inventore statunitense († 1960)
- 1897 - Rodolfo Salvagiani, partigiano e politico italiano († 1979)
- 1898 - Pëtr Nikolaevič Pospelov, politico e storico sovietico († 1979)
- 1898 - Betto Tesei, pittore italiano († 1953)
- 1899 - Jean Moulin, militare e partigiano francese († 1943)
- 1899 - Milton Romney, giocatore di football americano statunitense († 1975)
- 1900 - Enrico Castelli, filosofo italiano († 1977)
- 1900 - Luigi Chiarini, critico cinematografico, sceneggiatore e regista italiano († 1975)

## XX secolo(902)
- 1901 - Iolanda Crimi, partigiana italiana († 1985)
- 1901 - Nina Georgievna Romanova, principessa russa († 1974)
- 1901 - Edmondo Rho, critico letterario italiano († 1962)
- 1901 - Dino Saccenti, partigiano e politico italiano († 1981)
- 1901 - Ugo Sartirana, ingegnere e politico italiano († 1965)
- 1902 - Juan Evaristo, calciatore argentino († 1978)
- 1902 - Milman Parry, grecista statunitense († 1935)
- 1903 - Leo Bruce, scrittore britannico († 1979)
- 1903 - Tassilo Fürstenberg, principe e giornalista tedesco († 1989)
- 1903 - Karel Hromádka, calciatore cecoslovacco († 1968)
- 1903 - Jeong Ji-yong, poeta coreano
- 1903 - János Nagy, calciatore ungherese († 1966)
- 1903 - Maria Paudler, attrice tedesca († 1990)
- 1903 - Gustavo Adolfo Rol, sensitivo italiano († 1994)
- 1904 - Heinrich von Brentano, politico tedesco († 1964)
- 1904 - Antônio de Castro Mayer, vescovo cattolico brasiliano († 1991)
- 1905 - Emilio Balletti, politico italiano († 1986)
- 1905 - Elemér Berkessy, calciatore e allenatore di calcio ungherese († 1993)
- 1905 - Lillian Hellman, scrittrice e drammaturga statunitense († 1984)
- 1905 - Ada Sereni, attivista italiana († 1997)
- 1906 - Edmond T. Gréville, regista francese († 1966)
- 1906 - Bob King, altista statunitense († 1965)
- 1906 - Giuseppe Lombrassa, politico, giornalista e prefetto italiano († 1966)
- 1907 - Jimmy Driftwood, musicista e compositore statunitense († 1998)
- 1907 - Charles C. Kirkpatrick, ufficiale statunitense († 1988)
- 1907 - Émile Laffon, militare francese († 1957)
- 1907 - Linda Loredo, attrice statunitense († 1931)
- 1907 - Toni Morosani, hockeista su ghiaccio svizzero († 1993)
- 1908 - Murray Barr, medico canadese († 1995)
- 1908 - Giuseppe Flores D'Arcais, pedagogista italiano († 2004)
- 1908 - Herbert Leupold, fondista e sciatore di pattuglia militare tedesco († 1942)
- 1908 - Emilio Mori, ostacolista e multiplista italiano († 1998)
- 1908 - Leopold Horace Ognall, scrittore e giornalista scozzese († 1979)
- 1908 - Rafael Ortiz, compositore e chitarrista cubano († 1994)
- 1908 - Giuseppe Palladino, economista italiano († 1994)
- 1908 - Alberto Vesperoni, calciatore argentino († 1990)
- 1909 - Errol Flynn, attore statunitense († 1959)
- 1909 - Niccolò Giani, giornalista e filosofo italiano († 1941)
- 1910 - Efrem Ferrari, architetto italiano († 1997)
- 1910 - Josephine Johnson, scrittrice statunitense († 1990)
- 1910 - Enrique Larrinaga, calciatore spagnolo († 1993)
- 1910 - János Móré, allenatore di calcio e calciatore ungherese († 1992)
- 1910 - Georges Mounin, linguista e insegnante francese († 1993)
- 1910 - Emerick Szilagyi, chirurgo statunitense († 2009)
- 1910 - Rudolf Turek, storico e archeologo ceco († 1991)
- 1911 - Heidi Blomstedt, artista finlandese († 1982)
- 1911 - Romolo Celant, calciatore italiano († 1990)
- 1911 - Gail Patrick, attrice cinematografica e produttrice televisiva statunitense († 1980)
- 1911 - Paul Pietsch, pilota automobilistico tedesco († 2012)
- 1911 - Henri Young, criminale statunitense
- 1912 - Anthony Buckeridge, scrittore britannico († 2004)
- 1912 - Salvatore De Matteis, politico e avvocato italiano († 1981)
- 1912 - Salvatore Di Gennaro, calciatore italiano
- 1912 - Markus Fierz, fisico svizzero († 2006)
- 1912 - Lamberto Malatesta, chimico italiano († 2007)
- 1912 - Francisco Martínez Cordero, cestista messicano († 1993)
- 1912 - Roberto Emílio da Cunha, calciatore brasiliano († 1977)
- 1912 - Heinz Schattner, sollevatore tedesco († 1954)
- 1913 - Giovanni di Borbone-Spagna, militare spagnolo († 1993)
- 1913 - Lilian Jackson Braun, scrittrice statunitense († 2011)
- 1913 - Angelo Brelich, storico delle religioni e antropologo ungherese († 1977)
- 1913 - Günter Kallinich, farmacista tedesco († 2012)
- 1913 - Rodolfo Negri, calciatore italiano
- 1913 - Arne Nyberg, calciatore svedese († 1970)
- 1913 - Mac Ronay, attore francese († 2004)
- 1914 - Albrecht Brandi, militare e marinaio tedesco († 1966)
- 1914 - Zelda Schneersohn Mishkovsky, poetessa israeliana († 1984)
- 1914 - Muazzez İlmiye Çığ, archeologa, antropologa e scrittrice turca († 2024)
- 1915 - Massimo Ottolenghi, antifascista, avvocato e scrittore italiano († 2016)
- 1915 - Terence Young, regista britannico († 1994)
- 1916 - Eugène Walaschek, calciatore e allenatore di calcio svizzero († 2007)
- 1917 - Giuseppe Costantino Dragan, imprenditore e economista rumeno († 2008)
- 1917 - Felice Filippini, scrittore, pittore e traduttore svizzero († 1988)
- 1917 - Tauno Kovanen, lottatore finlandese († 1986)
- 1917 - Zlatko Kovačević, cestista jugoslavo
- 1917 - Giorgio Mondadori, editore e dirigente sportivo italiano († 2009)
- 1917 - Helena Rasiowa, matematica polacca († 1994)
- 1918 - Géza Kardos, cestista ungherese († 1986)
- 1918 - Costantino Simoncini, politico italiano († 1990)
- 1919 - Isabella Abbott, educatrice e botanica statunitense († 2010)
- 1919 - Piero Guarino, pianista, direttore d'orchestra e compositore italiano († 1991)
- 1919 - Marcel Quertinmont, ciclista su strada belga († 1979)
- 1920 - Man Mohan Adhikari, politico nepalese († 1999)
- 1920 - Alberto Barberis, compositore italiano († 1957)
- 1920 - Edgar Everhart, astronomo statunitense († 1990)
- 1920 - Robin Hughes, attore inglese († 1989)
- 1920 - Eduardo Mondlane, politico e rivoluzionario mozambicano († 1969)
- 1920 - Adriano Ossicini, psichiatra, politico e partigiano italiano († 2019)
- 1920 - Pedro Otero, cestista cubano
- 1920 - Franco Pucci, attore italiano († 2007)
- 1920 - Blackie Towery, cestista e allenatore di pallacanestro statunitense († 2012)
- 1920 - Amos Tutuola, scrittore nigeriano († 1997)
- 1920 - Mario Verde, fisico italiano († 1983)
- 1921 - Maria Giulia Cardini, partigiana italiana († 2014)
- 1921 - Michele Deriu, geologo italiano († 1980)
- 1921 - Jean Dieuzaide, fotografo francese († 2003)
- 1921 - Hans Gerschwiler, pattinatore artistico su ghiaccio svizzero († 2017)
- 1921 - Jožica Miklavčič, giornalista italiana († 1977)
- 1921 - Pancho Segura, tennista e allenatore di tennis ecuadoriano († 2017)
- 1922 - Clarrie Jordan, calciatore inglese († 1992)
- 1922 - Cristanziano Serricchio, poeta e scrittore italiano († 2012)
- 1923 - Marcus Bakker, politico olandese († 2009)
- 1923 - Jerzy Nowak, attore, attore teatrale e insegnante polacco († 2013)
- 1923 - Giovanni Pozzi, religioso e critico letterario svizzero († 2002)
- 1923 - Carlo Squeri, politico italiano († 2010)
- 1924 - Chet Atkins, chitarrista, compositore e produttore discografico statunitense († 2001)
- 1924 - Rainer Barzel, politico tedesco († 2006)
- 1924 - Sergio Guzmán, ostacolista e velocista cileno († 2016)
- 1924 - Norberto Höfling, dirigente sportivo, allenatore di calcio e calciatore rumeno († 2005)
- 1924 - Fritz Koenig, scultore tedesco († 2017)
- 1924 - Flavio Nicolini, sceneggiatore, scrittore e poeta italiano († 2015)
- 1924 - Mihály Uram, calciatore ungherese
- 1925 - Serafino Beconi, pittore e scultore italiano († 1997)
- 1925 - Franco Castellano, regista e sceneggiatore italiano († 1999)
- 1925 - Doris Hart, tennista statunitense († 2015)
- 1925 - András Kovács, regista e sceneggiatore ungherese († 2017)
- 1925 - Audie Murphy, militare, scrittore e attore statunitense († 1971)
- 1925 - Piero Poletto, scenografo italiano († 1978)
- 1925 - Cy Strulovitch, cestista canadese († 2020)
- 1926 - Giovanni Benvenuti, illustratore, scultore e fumettista italiano († 2005)
- 1926 - Lee Sherman Dreyfus, politico e educatore statunitense († 2008)
- 1926 - Antonio Martínez, cestista filippino († 2016)
- 1926 - Giovanni Viola, calciatore e allenatore di calcio italiano († 2008)
- 1927 - Meyer Arnvid, musicista e trombettista danese († 2007)
- 1927 - Simin Behbahāni, poetessa iraniana († 2014)
- 1927 - William Ashley Bradfield, ingegnere e astronomo neozelandese († 2014)
- 1927 - Lino Del Fra, regista e sceneggiatore italiano († 1997)
- 1927 - Jerry Fowler, cestista statunitense († 2008)
- 1927 - Josef Posipal, calciatore romeno († 1997)
- 1927 - Gordon St. Angelo, politico statunitense († 2011)
- 1928 - Enrique Baliño, cestista uruguaiano († 2018)
- 1928 - Gino Bramieri, comico, attore e cabarettista italiano († 1996)
- 1928 - Eric Dolphy, polistrumentista e compositore statunitense († 1964)
- 1928 - Lajoš Engler, cestista jugoslavo († 2020)
- 1928 - Martin Landau, attore statunitense († 2017)
- 1928 - Jean-Marie Le Pen, politico francese († 2025)
- 1928 - Luigi de Nardis, critico letterario, filologo e francesista italiano († 1999)
- 1929 - Bonnie Bartlett, attrice statunitense
- 1929 - Nino Cannata, fumettista e giornalista italiano († 2016)
- 1929 - Riccardo Di Corato, politico italiano († 2014)
- 1929 - Marcel Flückiger, calciatore svizzero († 2010)
- 1929 - Ingrid Haebler, pianista austriaca († 2023)
- 1929 - Edith Windsor, attivista statunitense († 2017)
- 1930 - Magdalena Abakanowicz, scultrice polacca († 2017)
- 1930 - Catherine Aird, scrittrice britannica († 2024)
- 1930 - Giorgio Albertini, pittore e fotografo italiano († 2020)
- 1930 - Bill Hougland, cestista statunitense († 2017)
- 1930 - Lando Macchi, calciatore italiano († 2017)
- 1930 - Juan Alberto Melgar Castro, generale honduregno († 1987)
- 1930 - Paul Pender, pugile statunitense († 2003)
- 1930 - Ellis Rabb, regista e attore statunitense († 1998)
- 1930 - Massimo Turci, doppiatore e direttore del doppiaggio italiano († 2023)
- 1931 - Olympia Dukakis, attrice, regista teatrale e direttrice artistica statunitense († 2021)
- 1931 - Mary L. Good, chimica statunitense († 2019)
- 1931 - James Tolkan, attore statunitense
- 1931 - Annamaria Tonini, cestista italiana († 2023)
- 1932 - Erich Haase, calciatore tedesco orientale († 2020)
- 1932 - Bob Jeangerard, cestista statunitense († 2014)
- 1932 - Robert Roždestvenskij, poeta russo († 1994)
- 1933 - Danny Aiello, attore statunitense († 2019)
- 1933 - Jean Boiteux, nuotatore francese († 2010)
- 1933 - Warren Bradley, calciatore inglese († 2007)
- 1933 - Brett Halsey, attore statunitense
- 1933 - Claire Tomalin, scrittrice e biografa britannica
- 1934 - Sergio Balanzino, diplomatico italiano († 2018)
- 1934 - Giulio Bonafin, calciatore italiano († 2006)
- 1934 - Wendy Craig, attrice britannica
- 1934 - Heinz Edelmann, illustratore e designer tedesco († 2009)
- 1934 - Keith Hopkins, storico e sociologo britannico († 2004)
- 1934 - Graham Leggat, giornalista, allenatore di calcio e calciatore scozzese († 2015)
- 1934 - Mirko Pavinato, calciatore e allenatore di calcio italiano († 2021)
- 1934 - Rossana Podestà, attrice italiana († 2013)
- 1934 - Eduardo del Río, disegnatore e scrittore messicano († 2017)
- 1934 - Robert Siatka, ex calciatore francese
- 1934 - José Villegas, calciatore e allenatore di calcio messicano († 2021)
- 1934 - Jurij Iosifovič Vizbor, attore e chitarrista sovietico († 1984)
- 1935 - Gian Paolo Calchi Novati, storico italiano († 2017)
- 1935 - Len Dawson, giocatore di football americano statunitense († 2022)
- 1935 - Gino Marotta, pittore e scultore italiano († 2012)
- 1935 - Armando Picchi, calciatore e allenatore di calcio italiano († 1971)
- 1935 - Tiziano Rossi, poeta italiano
- 1936 - Harold Puthoff, parapsicologo e ingegnere statunitense
- 1936 - Sushma Seth, attrice indiana
- 1937 - Seta Del Grande, cantante lirica armena
- 1937 - Pat Quinn, attrice statunitense
- 1937 - Piero Ribechini, allenatore di calcio e calciatore italiano († 2011)
- 1938 - Orlando Garro, ex calciatore argentino
- 1938 - Fabrizio Luccio, informatico italiano
- 1938 - Mickie Most, produttore discografico britannico († 2003)
- 1939 - Jean-Pierre De Petro, ex slittinista francese
- 1939 - Dušan Drašković, allenatore di calcio e ex calciatore jugoslavo
- 1939 - Jean-René Fourtou, dirigente d'azienda francese
- 1939 - Detlef Lewe, canoista tedesco († 2008)
- 1939 - Peter MacDonald, regista e produttore cinematografico britannico
- 1939 - Luigi Mainardi, calciatore italiano († 1998)
- 1939 - Ivo Mršnik, pittore e grafico sloveno
- 1939 - Bob Neuwirth, cantautore, chitarrista e produttore discografico statunitense († 2022)
- 1939 - Lauri Nurma, ex cestista finlandese
- 1939 - Budge Rogers, ex rugbista a 15, allenatore di rugby a 15 e dirigente sportivo britannico
- 1940 - Enzo Catania, giornalista e scrittore italiano († 2024)
- 1940 - Eugen Drewermann, teologo e psicoanalista tedesco
- 1940 - John Mahoney, attore e doppiatore britannico († 2018)
- 1940 - Ignacio Milam Tang, politico equatoguineano
- 1941 - Stephen Frears, regista inglese
- 1941 - Herb Magee, ex cestista e allenatore di pallacanestro statunitense
- 1941 - Dieter Mann, attore tedesco († 2022)
- 1941 - Petre Marmureanu, ex tennista rumeno
- 1941 - Ulf Merbold, ex astronauta tedesco
- 1941 - Horst Meyer, canottiere tedesco († 2020)
- 1941 - Jean-Pierre Mourier, calciatore francese († 1987)
- 1941 - Howard Mwikuta, calciatore e giocatore di football americano zambiano († 1988)
- 1941 - Al'bert Šesternëv, allenatore di calcio e calciatore sovietico († 1994)
- 1942 - Homayoun Behzadi, calciatore iraniano († 2016)
- 1942 - Gu Hua, scrittore cinese
- 1942 - Juha Harjula, cestista finlandese († 2020)
- 1942 - Lee Byeong-gu, ex cestista sudcoreano
- 1942 - Ēdoward Margarov, allenatore di calcio e ex calciatore sovietico
- 1942 - Michèle Pialat, nuotatrice francese († 2021)
- 1942 - Chelcie Ross, attore statunitense
- 1942 - Neil Trudinger, matematico australiano
- 1942 - Brian Wilson, cantautore, musicista e compositore statunitense († 2025)
- 1943 - Jerry Cook, pilota automobilistico e dirigente sportivo statunitense
- 1943 - Emil Assad Rached, cestista brasiliano († 2009)
- 1943 - Carlo Prinoth, ex slittinista italiano
- 1943 - Masayuki Uemura, autore di videogiochi, ingegnere e dirigente d'azienda giapponese († 2021)
- 1943 - Gordon Wallace, allenatore di calcio e ex calciatore scozzese
- 1944 - Ralph Dennis Cook, statistico statunitense
- 1944 - Floro Finistauri, aviatore italiano († 1983)
- 1944 - Gillian Hanna, attrice e doppiatrice irlandese († 2019)
- 1944 - Cheryl Holdridge, attrice statunitense († 2009)
- 1944 - John McCook, attore statunitense
- 1944 - Suzanne Osten, regista e sceneggiatrice svedese († 2024)
- 1944 - Riccardo Ventre, politico italiano
- 1945 - Hassan Abshir Farah, politico somalo († 2020)
- 1945 - Maria Luisa Boccia, filosofa e politica italiana
- 1945 - James Buchli, ex astronauta e ingegnere statunitense
- 1945 - Maria Guinot, cantante e pianista portoghese († 2018)
- 1945 - Jean-Claude Izzo, scrittore, poeta e giornalista francese († 2000)
- 1945 - Shekhar Mehta, pilota di rally keniota († 2006)
- 1945 - Ali Mohsen al-Ahmar, politico e generale yemenita
- 1945 - Anne Murray, cantante canadese
- 1946 - Youssef Absi, patriarca cattolico siriano
- 1946 - Domenico Adinolfi, ex pugile e attore italiano
- 1946 - Ahmed Benbitour, politico algerino
- 1946 - Celeste Bortoluzzi, politico italiano († 2006)
- 1946 - Oleg Bovin, ex pallanuotista sovietico
- 1946 - Colin Campbell, velocista e bobbista britannico († 2024)
- 1946 - Nigel Davey, ex calciatore inglese
- 1946 - Birgitte van Deurs, principessa danese
- 1946 - Xanana Gusmão, politico est-timorese
- 1946 - David Kazhdan, matematico sovietico
- 1946 - Zülfü Livaneli, musicista turco
- 1946 - Jorge Roura, ex slittinista spagnolo
- 1946 - Lars Vilks, disegnatore e scultore svedese († 2021)
- 1946 - André Watts, pianista statunitense († 2023)
- 1947 - Candy Clark, attrice statunitense
- 1947 - Josef Clemens, vescovo cattolico tedesco
- 1947 - Gérard Collomb, politico francese († 2023)
- 1947 - Raoul Gueguen, ex pentatleta francese
- 1947 - Vanderley Lázaro, ex calciatore brasiliano
- 1947 - Ivo Milazzo, fumettista italiano
- 1947 - Ulf Ranhagen, architetto, urbanista e docente svedese
- 1947 - Ricardo Terra Teixeira, dirigente sportivo brasiliano
- 1947 - Luciano Zamparo, ex calciatore italiano
- 1948 - Salvatore Cardinale, politico italiano
- 1948 - Cirilo Flores, vescovo cattolico statunitense († 2014)
- 1948 - Johannes Friedrich, vescovo luterano tedesco
- 1948 - Guido Onor, ex calciatore italiano
- 1948 - Gary Eugene Payton, ex astronauta statunitense
- 1948 - Ludwig Scotty, politico nauruano
- 1948 - José Seves, polistrumentista e cantante cileno
- 1948 - Francesco Tanasi, fotografo italiano
- 1948 - Michele Vicino, cantautore e produttore discografico italiano
- 1948 - Colin Viljoen, ex calciatore inglese
- 1949 - Leonardo Caponi, giornalista, scrittore e politico italiano
- 1949 - Naďa Coufalová, ex cestista cecoslovacca
- 1949 - Bruno Filippo Lapadula, architetto, urbanista e ambientalista italiano
- 1949 - Urszula Pulkowska, ex cestista polacca
- 1949 - Gotabaya Rajapaksa, militare e politico singalese
- 1949 - Lionel Richie, cantante, compositore e attore statunitense
- 1950 - Rocco Abate, compositore e flautista italiano
- 1950 - Don Beyer, politico e ambasciatore statunitense
- 1950 - Gillian Gilks, ex giocatrice di badminton britannica
- 1950 - Les Gold, imprenditore e personaggio televisivo statunitense
- 1950 - Gudrun Landgrebe, attrice tedesca
- 1950 - Alan Merrick, ex calciatore inglese
- 1950 - Nuri al-Maliki, politico iracheno
- 1950 - Dominique Sinsoilliez, ex cestista francese
- 1951 - Peter Gordon, compositore statunitense
- 1951 - Tress MacNeille, doppiatrice statunitense
- 1951 - Paul Muldoon, poeta britannico
- 1951 - Guillermo Márquez, ex cestista messicano
- 1951 - Stefan Regmunt, vescovo cattolico polacco
- 1951 - Guido Toffoletti, musicista italiano († 1999)
- 1951 - Bruce Wilson, ex calciatore canadese
- 1952 - Marco Bonino, cantante, compositore e chitarrista italiano
- 1952 - Pietro Bruschi, ex canoista italiano
- 1952 - Valerio Evangelisti, scrittore, saggista e fumettista italiano († 2022)
- 1952 - Marilena Ferrari, imprenditrice italiana († 2012)
- 1952 - Giorgio Ficara, saggista e critico letterario italiano
- 1952 - John Goodman, attore e doppiatore statunitense
- 1952 - Christian Lanta, ex rugbista a 15 e allenatore di rugby a 15 francese
- 1952 - Gary Lucas, chitarrista, compositore e produttore discografico statunitense
- 1952 - David Norman, paleontologo britannico
- 1952 - Rosella Palmini Lattanzi, politica italiana († 2021)
- 1952 - Mabel Rivera, attrice spagnola
- 1952 - Enrique Rodríguez, rugbista a 15 e allenatore di rugby a 15 argentino
- 1952 - Vikram Seth, scrittore e poeta indiano
- 1952 - Benny Urquidez, artista marziale e attore statunitense
- 1953 - Robert Crais, sceneggiatore e scrittore statunitense
- 1953 - Italo Dell'Oro, vescovo cattolico e missionario italiano
- 1953 - Brian Duffy, ex astronauta statunitense
- 1953 - Mario Maj, psichiatra italiano
- 1953 - Maura McHugh, ex cestista e allenatrice di pallacanestro statunitense
- 1953 - Ulrich Mühe, attore tedesco († 2007)
- 1953 - Ralph Norman, politico statunitense
- 1953 - Willy Rampf, ingegnere tedesco
- 1953 - Raúl Ramírez, ex tennista messicano
- 1953 - Larry Riley, attore statunitense († 1992)
- 1953 - Ekaterina Trendafilova, giudice bulgara
- 1953 - Eduardo Vilarete, ex calciatore colombiano
- 1954 - José Oscar Bernardi, allenatore di calcio e ex calciatore brasiliano
- 1954 - Steve Biggins, ex calciatore inglese
- 1954 - Nathaniel Castillo, ex cestista filippino
- 1954 - Chen Lei, politico cinese
- 1954 - Vladimir Golikov, ex hockeista su ghiaccio sovietico
- 1954 - Harald Jährling, canottiere tedesco († 2023)
- 1954 - Vladimir Kovin, ex hockeista su ghiaccio russo
- 1954 - Jarmo Laitinen, ex cestista e allenatore di pallacanestro finlandese
- 1954 - Gerard McBurney, compositore, arrangiatore e docente britannico
- 1954 - Robert McCullum, allenatore di pallacanestro statunitense
- 1954 - Miles O'Keeffe, attore statunitense
- 1954 - Mykola Pavlov, allenatore di calcio e ex calciatore sovietico
- 1954 - Ilan Ramon, astronauta israeliano († 2003)
- 1954 - Rinaldo Sagramola, dirigente sportivo italiano
- 1954 - Roberto Scanagatti, politico italiano
- 1954 - Michael Anthony, bassista statunitense
- 1954 - Huda Zoghbi, genetista e neuroscienziata statunitense
- 1955 - António Amaral, allenatore di calcio e ex calciatore portoghese
- 1955 - Giovanni Battista Caruano, politico italiano
- 1955 - Nguyễn Hồng Hà, costumista vietnamita († 2012)
- 1955 - George Radanovich, politico statunitense
- 1956 - Massimo Cervellini, politico italiano
- 1956 - Cho Chikun, giocatore di go giapponese
- 1956 - Corrado Colombo, regista italiano
- 1956 - Ann-Mette Elten, cantante danese
- 1956 - Phil English, politico statunitense
- 1956 - Peter Reid, ex calciatore e allenatore di calcio inglese
- 1956 - Mike Walsh, allenatore di calcio e ex calciatore irlandese
- 1957 - Luciana Montelatici, ex cestista e allenatore di pallacanestro italiana
- 1957 - Frank Nemola, trombettista italiano
- 1957 - Claudio Norza, regista italiano
- 1957 - Alessandra Panelli, attrice italiana
- 1957 - Angela Roy, attrice tedesca
- 1957 - Koko B. Ware, ex wrestler statunitense
- 1957 - Zhang Degui, ex cestista cinese
- 1958 - Teiyū Ichiryūsai, doppiatrice giapponese
- 1958 - Kelly Johnson, chitarrista inglese († 2007)
- 1958 - Mark Milley, generale statunitense
- 1958 - Droupadi Murmu, politica e insegnante indiana
- 1958 - Roberto Scarnecchia, ex calciatore e allenatore di calcio italiano
- 1958 - Ralf Sträßer, ex calciatore tedesco orientale
- 1958 - Chuck Wagner, attore statunitense
- 1958 - Roberts Zīle, politico e economista lettone
- 1959 - Antonio Del Corvo, politico italiano
- 1959 - Van Hilleary, politico statunitense
- 1959 - Markku Jokinen, attivista e docente finlandese
- 1959 - Pietro Mianiti, direttore d'orchestra italiano
- 1959 - Riccardo Paolini, allenatore di pallacanestro italiano
- 1959 - Keryn Pratt, ex tennista australiana
- 1959 - Venancio Ramos, ex calciatore uruguaiano
- 1959 - Antonino Raspanti, vescovo cattolico italiano
- 1959 - Vito Vitale, mafioso italiano
- 1959 - Robert B. Weide, regista, sceneggiatore e produttore cinematografico statunitense
- 1960 - Renata Capitanio, ex mezzofondista e velocista italiana
- 1960 - Christophe Gomart, militare e politico francese
- 1960 - Cinzia Milella, ex cestista italiana
- 1960 - Valeria Palermi, giornalista italiana
- 1960 - John Taylor, musicista britannico
- 1960 - Marta Verginella, storica italiana
- 1961 - Karin Enke, ex pattinatrice di velocità su ghiaccio tedesca
- 1961 - Kajsa Grytt, cantautrice svedese
- 1961 - Erdal Keser, allenatore di calcio e ex calciatore turco
- 1961 - Małgorzata Kozera, cestista polacca († 1992)
- 1961 - O Se-ung, ex cestista sudcoreano
- 1961 - Nicola Pasetto, politico italiano († 1997)
- 1961 - Claudia Rapp, insegnante tedesca
- 1961 - Stefano Sindona, militare italiano
- 1961 - Sándor Zsótér, attore, direttore teatrale e impresario teatrale ungherese
- 1962 - Fabio Cobelli, artista, compositore e musicista italiano
- 1962 - Janie Dee, attrice e cantante britannica
- 1962 - Ray Dragon, attore pornografico, stilista e fotografo statunitense
- 1962 - Benjamin Massing, calciatore camerunese († 2017)
- 1962 - Monica Pariante, attrice, doppiatrice e dialoghista italiana
- 1962 - Markus Scherer, ex lottatore tedesco
- 1962 - Hubert Strolz, ex sciatore alpino austriaco
- 1963 - Matt Anger, ex tennista statunitense
- 1963 - Gilad Atzmon, scrittore e musicista israeliano
- 1963 - Kirk Baptiste, velocista statunitense († 2022)
- 1963 - José Basualdo, allenatore di calcio e ex calciatore argentino
- 1963 - Jeff Beal, compositore e musicista statunitense
- 1963 - Kelly Gray, produttore discografico e chitarrista statunitense
- 1963 - Anne Jahren, ex fondista norvegese
- 1963 - Brian Jozwiak, ex giocatore di football americano statunitense
- 1963 - Deborah Ross, politica statunitense
- 1963 - Giampiero Scaglia, ex calciatore italiano
- 1963 - Anonimo Italiano, cantautore italiano
- 1963 - Antonella Stefanucci, attrice italiana
- 1963 - Abd al-Aziz bin Ahmad Al Sa'ud, principe e imprenditore saudita
- 1964 - Laura Aikin, soprano statunitense
- 1964 - Valerio Binasco, attore e regista teatrale italiano
- 1964 - Pierfrancesco Chili, dirigente sportivo e ex pilota motociclistico italiano
- 1964 - Steve Cotterill, allenatore di calcio e ex calciatore inglese
- 1964 - Michael Landon Jr., attore, regista e sceneggiatore statunitense
- 1964 - Éric Lartigau, regista francese
- 1964 - Junko Matsuura, ex cestista giapponese
- 1964 - Silke Möller, ex velocista tedesca
- 1964 - Marcelo Méndez, allenatore di pallavolo e ex pallavolista argentino
- 1964 - Lapo Pistelli, politico e dirigente d'azienda italiano
- 1964 - Ivo Pulga, ex calciatore e allenatore di calcio italiano
- 1965 - Claudio Chiaverotti, fumettista italiano
- 1965 - Winston Crite, ex cestista statunitense
- 1965 - Roger Jon Ellory, scrittore britannico
- 1965 - Paul Kane, ex calciatore scozzese
- 1965 - Craig Klass, ex pallanuotista statunitense
- 1965 - Massimo Martinelli, militare e direttore di banda italiano
- 1965 - Fiammetta Modena, politica italiana
- 1965 - Zsolt Muzsnay, ex calciatore rumeno
- 1965 - Lina Palmerini, giornalista e opinionista italiana
- 1965 - Neil Redfearn, allenatore di calcio e ex calciatore inglese
- 1965 - Boaz Yakin, sceneggiatore e regista statunitense
- 1966 - Claudia Ferrè, allenatrice di ginnastica e ex ginnasta italiana
- 1966 - Marian Lupu, politico moldavo
- 1966 - Kenny Lübcke, cantante danese
- 1966 - Christian Matt, ex calciatore liechtensteinese
- 1966 - Dave Snuggerud, ex hockeista su ghiaccio statunitense
- 1966 - Txus Vidorreta, allenatore di pallacanestro spagnolo
- 1966 - Fatma Şahin, politica turca
- 1967 - Edu Ardanuy, chitarrista brasiliano
- 1967 - Vladimir Dragutinović, ex cestista, allenatore di pallacanestro e procuratore sportivo serbo
- 1967 - Gianni Fantoni, conduttore televisivo, conduttore radiofonico e imitatore italiano
- 1967 - Nicole Kidman, attrice, produttrice cinematografica e produttrice televisiva australiana
- 1967 - Slava Leont'jev, artista, militare e regista ucraino
- 1967 - Angela Melillo, ballerina, attrice e showgirl italiana
- 1967 - Nele Neuhaus, scrittrice tedesca
- 1967 - Pierfelice Zazzera, politico italiano
- 1967 - Luigi de Magistris, politico e ex magistrato italiano
- 1968 - Jurij Baškatov, nuotatore sovietico († 2022)
- 1968 - Alessandro Dalla Salda, dirigente sportivo italiano
- 1968 - Jon Glaser, attore, comico e sceneggiatore statunitense
- 1968 - Tonya Kinzinger, attrice statunitense
- 1968 - Toshiyuki Kosugi, ex calciatore giapponese
- 1968 - Mateusz Morawiecki, politico, manager e economista polacco
- 1968 - RBX, rapper statunitense
- 1968 - Kyle Rasmussen, ex sciatore alpino statunitense
- 1968 - Robert Rodriguez, regista, sceneggiatore e produttore cinematografico statunitense
- 1968 - Barry Sparks, bassista e chitarrista statunitense
- 1968 - Samantha Spiro, attrice e cantante britannica
- 1969 - Paulo Jorge Gomes Bento, allenatore di calcio e ex calciatore portoghese
- 1969 - Evgenij Dolgov, ex calciatore sovietico
- 1969 - Jiang Wenli, attrice, regista e sceneggiatrice cinese
- 1969 - Giovanni Lombardi, ex ciclista su strada e pistard italiano
- 1969 - Stefano Lucidi, politico italiano
- 1969 - Nix, fumettista belga
- 1969 - Peter Paige, attore, regista e sceneggiatore statunitense
- 1969 - Larss Rihters, ex calciatore lettone
- 1969 - Dag Riisnæs, ex calciatore norvegese
- 1969 - Alexander Schallenberg, politico, diplomatico e giurista austriaco
- 1969 - Salvatore Vella, magistrato italiano
- 1969 - MaliVai Washington, ex tennista statunitense
- 1970 - Lukha B. Kremo, scrittore italiano
- 1970 - La Pina, conduttrice radiofonica, conduttrice televisiva e rapper italiana
- 1970 - Jason Robert Brown, compositore e paroliere statunitense
- 1970 - Enrique Ferraro, ex calciatore uruguaiano
- 1970 - Ahmet Kandemir, allenatore di pallacanestro turco
- 1970 - Pandora, cantante svedese
- 1970 - Rachid del Marocco, principe marocchino
- 1970 - Andrea Nahles, politica tedesca
- 1970 - Callisto Pasuwa, allenatore di calcio e ex calciatore zimbabwese
- 1970 - Michelle Reis, attrice e modella portoghese
- 1970 - Irena Todorova, ex cestista bulgara
- 1971 - Monica Carlin, ultramaratoneta italiana
- 1971 - Edel Casanova, ex cestista cubano
- 1971 - Federica Fracassi, attrice italiana
- 1971 - Lancelot Oduwa Imasuen, regista e produttore cinematografico nigeriano
- 1971 - Josh Kronfeld, ex rugbista a 15 e conduttore televisivo neozelandese
- 1971 - Brandon Lewis, politico britannico
- 1971 - Josh Lucas, attore statunitense
- 1971 - Bernhard Mair, ex bobbista italiano
- 1971 - Erik Raeburn, allenatore di football americano statunitense
- 1971 - Twiggy Ramirez, bassista e chitarrista statunitense
- 1971 - Rodney Rogers, ex cestista statunitense
- 1971 - Nico Valsesia, fondista di corsa in montagna e ciclista italiano
- 1972 - Alexīs Alexoudīs, ex calciatore greco
- 1972 - Stéphan Guérin-Tillié, attore, regista e sceneggiatore francese
- 1972 - Marie Guillard, attrice francese
- 1972 - Grégoire Hetzel, compositore francese
- 1972 - Sarah Marquis, avventuriera, esploratrice e scrittrice svizzera
- 1972 - Piotr Reiss, ex calciatore polacco
- 1972 - Craig Thomson, ex arbitro di calcio scozzese
- 1972 - Tom Van Dyck, attore, conduttore televisivo e regista belga
- 1973 - Reggie Elliott, ex cestista statunitense
- 1973 - Jenílson Ângelo de Souza, ex calciatore brasiliano
- 1973 - Jorge Daniel Martínez, ex calciatore argentino
- 1973 - Chino Moreno, cantante e chitarrista statunitense
- 1973 - Park Choong-kyun, allenatore di calcio e ex calciatore sudcoreano
- 1973 - Massimo Ruspandini, politico italiano
- 1973 - Josh Shapiro, politico statunitense
- 1973 - John Snorri Sigurjónsson, alpinista islandese († 2021)
- 1973 - Tom Wlaschiha, attore e doppiatore tedesco
- 1974 - Francesco Agnoli, scrittore italiano
- 1974 - Attila Czene, ex nuotatore ungherese
- 1974 - Leila Demez, ex sciatrice alpina italiana
- 1974 - Cécile Hernandez, snowboarder francese
- 1974 - Tamás Sándor, allenatore di calcio e ex calciatore ungherese
- 1974 - Lorenzo Squizzi, allenatore di calcio e ex calciatore italiano
- 1974 - Uğur Taner, ex nuotatore turco
- 1974 - Brian Tolbert, ex cestista statunitense
- 1974 - Nicola Trentin, ex lunghista italiano
- 1974 - Tuta, ex calciatore brasiliano
- 1974 - Sergio Vaccaro, politico italiano
- 1975 - Joan Balcells, allenatore di tennis e ex tennista spagnolo
- 1975 - Nate Bjorkgren, allenatore di pallacanestro statunitense
- 1975 - César Díaz, ex calciatore cileno
- 1975 - Rania El-Mashat, politica egiziana
- 1975 - Miyabi Fujieda, fumettista giapponese
- 1975 - Li Xiaopeng, allenatore di calcio e ex calciatore cinese
- 1975 - Loon, rapper statunitense
- 1975 - Karen Rosenberg, cantante danese
- 1975 - Adam Rothenberg, attore statunitense
- 1975 - Alex Rusconi, scrittore italiano
- 1975 - Eric Schmitt, politico e avvocato statunitense
- 1975 - Daniel Zítka, ex calciatore ceco
- 1976 - Mukhlid Al-Otaibi, ex mezzofondista saudita
- 1976 - Sindey Balderas, ex calciatore messicano
- 1976 - Juliano Belletti, allenatore di calcio e ex calciatore brasiliano
- 1976 - Marie-Joëlle Clément, ex sciatrice alpina canadese
- 1976 - Anna Ferraro, schermitrice italiana
- 1976 - Riichirō Inagaki, fumettista giapponese
- 1976 - Ligita Kinkevičienė, ex cestista lituana
- 1976 - Carlos Lee, giocatore di baseball panamense
- 1976 - Roy Nelson, artista marziale misto statunitense
- 1976 - Dominic Okon, ex cestista, allenatore di pallacanestro e dirigente sportivo nigeriano
- 1976 - Jarrad Paul, attore, regista e sceneggiatore statunitense
- 1976 - Anthony Simmons, ex giocatore di football americano statunitense
- 1976 - Ville Wallén, ex calciatore finlandese
- 1976 - Adriano De Micheli, pilota automobilistico italiano
- 1977 - Wojciech Bartelski, politico polacco
- 1977 - Ronnie Gene Blevins, attore statunitense
- 1977 - Roberto Carlos Cortés, ex calciatore colombiano
- 1977 - Gordan Giriček, ex cestista croato
- 1977 - Izumi Kobayashi, goista giapponese
- 1977 - Artýom Nazarow, ex calciatore turkmeno
- 1977 - Oleksij Olijnyk, artista marziale misto ucraino
- 1977 - Stephanie White, ex cestista e allenatrice di pallacanestro statunitense
- 1978 - Hatem Aqel, ex calciatore giordano
- 1978 - LaVar Arrington, ex giocatore di football americano statunitense
- 1978 - Mike Birbiglia, attore, comico e regista statunitense
- 1978 - Serena Bonanno, attrice italiana
- 1978 - Niccolò Bossini, chitarrista e cantautore italiano
- 1978 - Raffaele De Rosa, politico italiano
- 1978 - Quinton Jackson, wrestler, attore e ex artista marziale misto statunitense
- 1978 - Evgenij Kalešin, allenatore di calcio e ex calciatore russo
- 1978 - Gerald Koh, ex nuotatore singaporiano
- 1978 - Frank Lampard, allenatore di calcio e ex calciatore inglese
- 1978 - Ján Mucha, ex calciatore slovacco
- 1978 - Joaquín Reyes, ex calciatore messicano
- 1978 - Leonardo Rodrigues, pallavolista brasiliano
- 1978 - Juli Sánchez, ex calciatore andorrano
- 1979 - Frédéric Cermeno, ex rugbista a 15 e rugbista a 13 francese
- 1979 - Dianna Corcoran, cantautrice australiana
- 1979 - Julie Fowlis, cantante scozzese
- 1979 - Aurélien Gaya, attore francese
- 1979 - Charlotte Hatherley, cantautrice e chitarrista britannica
- 1979 - Hindi Zahra, cantante e attrice marocchina
- 1979 - Kyle Julius, ex cestista e allenatore di pallacanestro canadese
- 1979 - Teruaki Kobayashi, ex calciatore giapponese
- 1979 - Li Yi, allenatore di calcio, dirigente sportivo e ex calciatore cinese
- 1979 - Todd Matthews-Jouda, ex ostacolista statunitense
- 1979 - Masashi Motoyama, ex calciatore giapponese
- 1979 - Jessica Pratt, soprano inglese
- 1979 - Cael Sanderson, ex lottatore statunitense
- 1979 - Renedy Singh, ex calciatore e allenatore di calcio indiano
- 1979 - Paweł Sobolewski, allenatore di calcio e ex calciatore polacco
- 1979 - Simone Spescha, pallavolista italiano
- 1979 - Sarah Stiles, attrice e cantante statunitense
- 1979 - James Vowles, dirigente sportivo e ingegnere britannico
- 1980 - Aljaksej Abalmasaŭ, canoista bielorusso
- 1980 - Rone, musicista francese
- 1980 - Pieter Collen, ex calciatore belga
- 1980 - Angelina Crow, attrice pornografica ungherese
- 1980 - Carlo Festuccia, dirigente sportivo, allenatore di rugby a 15 e ex rugbista a 15 italiano
- 1980 - Sunday Ibrahim, ex calciatore nigeriano
- 1980 - Li Yan, ex calciatore cinese
- 1980 - Tony Lovato, cantante e chitarrista statunitense
- 1980 - Milovan Mirošević, ex calciatore cileno
- 1980 - Marios Mpatīs, allenatore di pallacanestro e ex cestista greco
- 1980 - Franco Semioli, allenatore di calcio e ex calciatore italiano
- 1980 - Tika Sumpter, attrice, modella e cantante statunitense
- 1980 - Fabian Wegmann, ex ciclista su strada tedesco
- 1981 - David Bell, ex cestista statunitense
- 1981 - Cérena, cantautrice francese
- 1981 - William De Angelis, pilota di rally e pilota motociclistico sammarinese
- 1981 - Ardian Gashi, calciatore norvegese
- 1981 - Brede Hangeland, ex calciatore norvegese
- 1981 - Angerfist, disc jockey e produttore discografico olandese
- 1981 - Calogero Pisano, politico italiano
- 1981 - Alisan Porter, attrice, produttrice cinematografica e cantante statunitense
- 1981 - Joseba del Olmo, ex calciatore spagnolo
- 1982 - Vasilij Berezuckij, allenatore di calcio e ex calciatore russo
- 1982 - Aleksej Berezuckij, allenatore di calcio e ex calciatore russo
- 1982 - Caterina Carone, regista, sceneggiatrice e pittrice italiana
- 1982 - George Forsyth, ex calciatore e politico peruviano
- 1982 - Example, cantante e rapper britannico
- 1982 - Robert Johnson, giocatore di football americano e allenatore di football americano statunitense
- 1982 - Jahor Lapo, pentatleta bielorusso
- 1982 - Karim Leklou, attore francese
- 1982 - Luca Lotti, politico italiano
- 1982 - Diego Armando Mejía, ex calciatore salvadoregno
- 1982 - April Ross, ex pallavolista e giocatrice di beach volley statunitense
- 1982 - Necar Zadegan, attrice statunitense
- 1983 - Zoran Belošević, ex calciatore serbo
- 1983 - Josh Childress, ex cestista statunitense
- 1983 - Patrisse Cullors, attivista e artista statunitense
- 1983 - Leroy Dixon, velocista statunitense
- 1983 - Radek Dosoudil, calciatore ceco
- 1983 - Z'micer Ljancėvič, ex calciatore e allenatore di calcio bielorusso
- 1983 - Ignatiy Nesterov, ex calciatore uzbeko
- 1983 - Juan Pablo Orlandi, ex rugbista a 15 argentino
- 1983 - Jozef Piaček, ex calciatore slovacco
- 1983 - Grace Potter, cantautrice e musicista statunitense
- 1983 - Illiasu Shilla, ex calciatore ghanese
- 1983 - Ben Smith, ex rugbista a 15 neozelandese
- 1983 - Darren Sproles, ex giocatore di football americano statunitense
- 1983 - Eduard Tanushi, ex calciatore albanese
- 1983 - Bill Thomas, ex hockeista su ghiaccio statunitense
- 1983 - Vilmos Vanczák, allenatore di calcio e ex calciatore ungherese
- 1983 - Zhao Peng, ex calciatore cinese
- 1984 - Hassan Adams, ex cestista statunitense
- 1984 - Steponas Babrauskas, ex cestista lituano
- 1984 - Sezer Badur, ex calciatore turco
- 1984 - Sebastian Berko, ex calciatore sloveno
- 1984 - Carlo Alberto Biazzi, regista, produttore cinematografico e scrittore italiano
- 1984 - Richard Eromoigbe, ex calciatore nigeriano
- 1984 - Amir Haddad, cantante francese
- 1984 - Roman Karimov, regista russo
- 1984 - Tyson Marsh, ex hockeista su ghiaccio canadese
- 1984 - Keith Moffatt, altista statunitense
- 1984 - Heiner Mora, ex calciatore costaricano
- 1984 - Natália Aparecida Mares Burian, cestista brasiliana
- 1984 - Katja Novitskova, artista estone
- 1984 - Jorge Ortiz, ex calciatore argentino
- 1984 - Johan Persson, allenatore di calcio e ex calciatore svedese
- 1984 - Kristen Schlukebir, ex tennista statunitense
- 1984 - Jarrod Smith, calciatore neozelandese
- 1985 - Saki Aibu, attrice giapponese
- 1985 - Ruben Boykin, ex cestista e allenatore di pallacanestro statunitense
- 1985 - Myriam Casanova, ex tennista svizzera
- 1985 - Aurélien Chedjou, ex calciatore camerunese
- 1985 - Nooshi Dadgostar, politica svedese
- 1985 - Edcarlos, ex calciatore brasiliano
- 1985 - Matt Flynn, ex giocatore di football americano statunitense
- 1985 - Marina Kuč, ex nuotatrice tedesca
- 1985 - Patrick Loliger, canottiere messicano
- 1985 - Gabiriele Lovobalavu, rugbista a 15 figiano
- 1985 - Peter MacArthur, allenatore di hockey su ghiaccio e ex hockeista su ghiaccio statunitense
- 1985 - Darko Miličić, ex cestista serbo
- 1985 - Širvani Muradov, lottatore russo
- 1985 - Caroline Polachek, cantautrice statunitense
- 1985 - Katharina Schulze, politica tedesca
- 1985 - Sahr Senesie, procuratore sportivo e ex calciatore sierraleonese
- 1985 - Juan Manuel Torres, ex calciatore argentino
- 1985 - Jean-Victor Traoré, cestista burkinabé
- 1986 - Daniele Capelli, allenatore di calcio e ex calciatore italiano
- 1986 - Luca Cigarini, ex calciatore italiano
- 1986 - Mathieu Coutadeur, ex calciatore francese
- 1986 - Kaspar Flütsch, ex snowboarder svizzero
- 1986 - Martina Fontanive, bobbista, ex lunghista e ex velocista svizzera
- 1986 - Moritz Hartmann, calciatore tedesco
- 1986 - Havok, wrestler statunitense
- 1986 - Antōnīs Mantzarīs, cestista greco
- 1986 - LaMonica McIver, politica statunitense
- 1986 - Brawley Nolte, attore statunitense
- 1986 - Patrick O'Bryant, ex cestista statunitense
- 1986 - Igor Osredkar, giocatore di calcio a 5 sloveno
- 1986 - Julien Paolini, regista e sceneggiatore italiano
- 1986 - Allie Quigley, cestista statunitense
- 1986 - Suon Thuon, calciatore cambogiano
- 1986 - Shingo Tomita, ex calciatore giapponese
- 1986 - Vasilikī Vougiouka, schermitrice greca
- 1986 - Dreama Walker, attrice statunitense
- 1986 - Jakub Štěpánek, hockeista su ghiaccio ceco
- 1987 - Ola Abou Zekry, tennista egiziana
- 1987 - Ahmad Jalal Abualrub, modello statunitense
- 1987 - Carsten Ball, ex tennista australiano
- 1987 - Asmir Begović, calciatore bosniaco
- 1987 - Christian Cesaretti, allenatore di calcio e ex calciatore italiano
- 1987 - Sandro Ferreira Andre Nascimento, ex calciatore brasiliano
- 1987 - Joseph Ebuya, ex mezzofondista keniota
- 1987 - Itumeleng Khune, calciatore sudafricano
- 1987 - Kamil Król, calciatore polacco
- 1987 - Lyndra Littles, cestista statunitense
- 1987 - Brianne McLaughlin, hockeista su ghiaccio statunitense
- 1987 - Asrat Megersa, calciatore etiope
- 1987 - Petros Noeas, cestista greco
- 1987 - Jemina Pearl, cantautrice e musicista statunitense
- 1987 - Kierra Sheard, cantautrice e attrice statunitense
- 1988 - Alex Caceres, artista marziale misto statunitense
- 1988 - Shefali Chowdhury, attrice gallese
- 1988 - Keegan Cooke, multiplista zimbabwese
- 1988 - Nicolás García, taekwondoka spagnolo
- 1988 - Filipe Matzembacher, regista, scrittore e sceneggiatore brasiliano
- 1988 - Matt Norman, ex giocatore di football americano canadese
- 1988 - Yarimar Rosa, pallavolista portoricana
- 1988 - Aishath Sausan, nuotatrice maldiviana
- 1988 - Stefan Sinovec, cestista serbo
- 1988 - Siri Dahl, attrice pornografica statunitense
- 1988 - Wendy van der Zanden, nuotatrice olandese
- 1989 - Luke Babbitt, ex cestista statunitense
- 1989 - Aleksandr Balandin, ginnasta russo
- 1989 - Fraser Brown, rugbista a 15 britannico
- 1989 - Jordy Deckers, ex calciatore olandese
- 1989 - Andrea Donaera, scrittore e poeta italiano
- 1989 - Ana Filip, cestista francese
- 1989 - Rachide Forbes, ex calciatore guineense
- 1989 - Kostadin Gadžalov, ex calciatore bulgaro
- 1989 - Eve Harlow, attrice russa
- 1989 - Sebastián Martos, mezzofondista e siepista spagnolo
- 1989 - Agustín Mazzilli, hockeista su prato argentino
- 1989 - Javier Pastore, ex calciatore argentino
- 1989 - Terrelle Pryor, giocatore di football americano statunitense
- 1989 - Kyla Richey, pallavolista canadese
- 1989 - Giulia Rizzi, schermitrice italiana
- 1989 - Lucy Rose, cantante britannica
- 1989 - Enzo Adrián Ruiz, calciatore argentino
- 1989 - Bhaskar Sunkara, giornalista e politico statunitense
- 1989 - Casey Therriault, giocatore di football americano statunitense
- 1989 - Ashley Weinhold, tennista statunitense
- 1989 - Elliot Williams, ex cestista statunitense
- 1990 - Alina, cantante e attrice italiana
- 1990 - Alou Bagayoko, calciatore maliano
- 1990 - Ding Ning, tennistavolista cinese
- 1990 - Eda Ece, attrice turca
- 1990 - Piers Francis, rugbista a 15 inglese
- 1990 - Haris Handžić, calciatore bosniaco
- 1990 - Dmytro Jeremenko, calciatore ucraino
- 1990 - DeQuan Jones, cestista statunitense
- 1990 - Cristhian Machado, calciatore boliviano
- 1990 - Kierra Mallard, ex cestista statunitense
- 1990 - Mohamed Mbougar Sarr, scrittore senegalese
- 1990 - Fab Melo, cestista brasiliano († 2017)
- 1990 - Andrea Nalini, calciatore italiano
- 1990 - José Quintero, calciatore ecuadoriano
- 1990 - Emil Reinke, attore e disc jockey tedesco
- 1990 - Rajko Rep, calciatore sloveno
- 1990 - Iselin Solheim, cantautrice norvegese
- 1991 - Hannah Diamond, cantante inglese
- 1991 - John DiBartolomeo, cestista statunitense
- 1991 - Petar Đuričković, calciatore serbo
- 1991 - Touty Gandega, cestista francese
- 1991 - Philip Heise, calciatore tedesco
- 1991 - Sara Hutinski, pallavolista slovena
- 1991 - Kalidou Koulibaly, calciatore senegalese
- 1991 - Ruby Modine, attrice e cantante statunitense
- 1991 - Princewill Okachi, calciatore nigeriano
- 1991 - Sintayehu Sallallich, calciatore israeliano
- 1991 - Rasmus Lauge Schmidt, pallamanista danese
- 1991 - Rick ten Voorde, ex calciatore olandese
- 1992 - Robin Carpenter, ciclista su strada statunitense
- 1992 - Cheick Condé, cestista guineano
- 1992 - Mohammed Diarra, ex calciatore guineano
- 1992 - Kim Woo-jin, arciere sudcoreano
- 1992 - Richard Lugo, calciatore paraguaiano
- 1992 - Curtis Main, calciatore inglese
- 1992 - César Meli, calciatore argentino
- 1992 - Mats Moraing, tennista tedesco
- 1992 - José Guillermo Ortiz, calciatore costaricano
- 1992 - Sage the Gemini, rapper, produttore discografico e scrittore statunitense
- 1992 - Serhij Tretjak, militare ucraino
- 1992 - Lucas Zelarayán, calciatore argentino
- 1993 - Francis Benjamin, ex calciatore nigeriano
- 1993 - Benji & Fede, cantante italiano
- 1993 - Cristian Bonilla, ex calciatore colombiano
- 1993 - Luke Cowan-Dickie, rugbista a 15 britannico
- 1993 - Giacomo Dal Pian, hockeista su ghiaccio svizzero
- 1993 - Rafa Gálvez, calciatore spagnolo
- 1993 - Thomas Hobi, calciatore liechtensteinese
- 1993 - Samuel Holt, pallavolista statunitense
- 1993 - İrem Karamete, schermitrice turca
- 1993 - Sead Kolašinac, calciatore bosniaco
- 1993 - Ricki Lamie, calciatore scozzese
- 1993 - Marco Lorenzi, velocista italiano
- 1993 - Đorđe Milošević, cestista serbo
- 1993 - Maxime Pauty, schermidore francese
- 1993 - Ahmed Refaat, calciatore egiziano († 2024)
- 1993 - Jacob Rinne, calciatore svedese
- 1993 - Eure Yáñez, altista venezuelano
- 1994 - Daniel Alexander, calciatore eritreo
- 1994 - Ameryst Alston, cestista statunitense
- 1994 - Krystian Gryglewski, schermidore polacco
- 1994 - Sarah Köhler, ex nuotatrice tedesca
- 1994 - Ivan Marković, calciatore serbo
- 1994 - Vanja Marković, calciatore serbo
- 1994 - Matteo Medves, judoka italiano
- 1994 - Teyvon Myers, cestista statunitense
- 1994 - Younes Namli, calciatore danese
- 1994 - David Nikolli, mezzofondista albanese
- 1994 - Baptiste Serin, rugbista a 15 francese
- 1994 - Haris Tabaković, calciatore bosniaco
- 1994 - Tai Tzu-ying, giocatrice di badminton taiwanese
- 1994 - Sananthachat Thanapatpisal, attrice thailandese
- 1994 - Vesta, cantante finlandese
- 1994 - Sage Watson, ostacolista e velocista canadese
- 1994 - Erick Wiemberg, calciatore cileno
- 1995 - Kiara Barnes, attrice e modella statunitense
- 1995 - Franck Bonnamour, ciclista su strada francese
- 1995 - Garrett Bradbury, giocatore di football americano statunitense
- 1995 - Brandt Bronico, calciatore statunitense
- 1995 - Nicolás García, tuffatore spagnolo
- 1995 - Marius Gersbeck, calciatore tedesco
- 1995 - Celia Jiménez, ex calciatrice spagnola
- 1995 - Mpho Links, altista sudafricano
- 1995 - Tomás Marchiori, calciatore argentino
- 1995 - Andrian Mardare, giavellottista moldavo
- 1995 - Serayah, attrice, cantante e ballerina statunitense
- 1995 - Alexis Peterson, cestista statunitense
- 1995 - Gerson Rodrigues, calciatore portoghese
- 1995 - Kyriakos Savvidīs, calciatore greco
- 1995 - Geraldine Viswanathan, attrice australiana
- 1995 - Wang Weiyi, pallavolista cinese
- 1995 - Caroline Weir, calciatrice scozzese
- 1995 - Carol Zhao, tennista cinese
- 1996 - Hayden Dalton, cestista statunitense
- 1996 - Jamil Demby, giocatore di football americano statunitense
- 1996 - Niklas Gustav, giocatore di football americano tedesco
- 1996 - Majid Hosseini, calciatore iraniano
- 1996 - Kibiwott Kandie, maratoneta e mezzofondista keniota
- 1996 - Malik McDowell, giocatore di football americano statunitense
- 1996 - Sarah Mitton, pesista canadese
- 1996 - Shanti Pereira, velocista singaporiana
- 1996 - Erika Piancastelli, giocatrice di softball italiana
- 1996 - Qu Chunyu, pattinatrice di short track cinese
- 1996 - Makhadzi, cantante sudafricana
- 1996 - Luca Severini, cestista italiano
- 1996 - Eduardo Sosa, calciatore venezuelano
- 1996 - Namataiki Tevenino, ostacolista
- 1996 - Daniele Verde, calciatore italiano
- 1996 - Kelvin van der Linde, pilota automobilistico sudafricano
- 1997 - Ibrahim Al-Mukhaini, calciatore omanita
- 1997 - Antonio Bustamante, calciatore statunitense
- 1997 - Carlos Carrasco Sanz, giocatore di football americano spagnolo
- 1997 - Uchenna Kanu, calciatrice nigeriana
- 1997 - Bálint Kopasz, canoista ungherese
- 1997 - Gnohere Krizo, calciatore ivoriano
- 1997 - Ishmael Lane, cestista statunitense
- 1997 - Feodor Lark, attore russo
- 1997 - Jordan Larsson, calciatore svedese
- 1997 - Michael Lilander, calciatore estone
- 1997 - Brayan Lopez, velocista italiano
- 1997 - Jamie McCart, calciatore scozzese
- 1997 - Pedro Guilherme Abreu dos Santos, calciatore brasiliano
- 1997 - Mathías Rodríguez, calciatore uruguaiano
- 1997 - Keiya Shiihashi, calciatore giapponese
- 1997 - Yann Michael Yao, calciatore ivoriano
- 1997 - Diana Zagainova, triplista lituana
- 1998 - Oshae Brissett, cestista canadese
- 1998 - Mahdi Camara, calciatore francese
- 1998 - Shaaban Idd Chilunda, calciatore tanzaniano
- 1998 - Rufino Gama, calciatore est-timorese
- 1998 - Jeredy Hilterman, calciatore surinamese
- 1998 - Shemar Jean-Charles, giocatore di football americano statunitense
- 1998 - Kevin Kranz, velocista tedesco
- 1998 - Leonardo Lema, cestista argentino
- 1998 - Kajsa Vickhoff Lie, sciatrice alpina norvegese
- 1998 - Mirza Mustafić, calciatore lussemburghese
- 1998 - Andrei Rațiu, calciatore rumeno
- 1998 - Manuele Tarozzi, ciclista su strada italiano
- 1998 - Máté Tóth, calciatore ungherese
- 1998 - Juan Manuel Valencia, calciatore colombiano
- 1998 - Vincenzo Ventrone, cestista italiano
- 1999 - Francesco Antonucci, calciatore belga
- 1999 - Nassim Boujellab, calciatore marocchino
- 1999 - Sára Bácskai, pattinatrice di short track ungherese
- 1999 - Cory Juneau, skater statunitense
- 1999 - Yui Mizuno, cantante e attrice giapponese
- 1999 - Kristina Natalenko, ex sciatrice alpina canadese
- 1999 - Bayapo Ndori, velocista botswano
- 1999 - Matthew Temple, nuotatore australiano
- 2000 - Rahmat Akbari, calciatore afghano
- 2000 - Mitchel Bakker, calciatore olandese
- 2000 - Roko Baturina, calciatore croato
- 2000 - Matthew Boling, velocista statunitense
- 2000 - Mischa Bredewold, ciclista su strada olandese
- 2000 - Kevin Csoboth, calciatore ungherese
- 2000 - Dídac Cuevas, cestista spagnolo
- 2000 - Bongokuhle Hlongwane, calciatore sudafricano
- 2000 - Mohanad Ali, calciatore iracheno
- 2000 - Christian Koloko, cestista camerunese
- 2000 - Ofelia Passaponti, modella italiana
- 2000 - Andrea Stojadinov, judoka serba
- 2000 - Ole Romeny, calciatore olandese
- 2000 - Rachad Wildgoose, ex giocatore di football americano statunitense

## XXI secolo(32)
- 2001 - Filip Houška, pentatleta ceco
- 2001 - Nicolas Jackson, calciatore senegalese
- 2001 - Johan Karlsson, calciatore svedese
- 2001 - Gustavo Mantuan, calciatore brasiliano
- 2001 - Bamo Meïté, calciatore ivoriano
- 2001 - Alesio Mija, calciatore albanese
- 2001 - Ilija Milićević, calciatore serbo
- 2001 - Gonçalo Ramos, calciatore portoghese
- 2001 - Yūka Sasō, golfista filippina
- 2001 - Nia Sioux, attrice, cantante e ballerina statunitense
- 2001 - Derek Stingley Jr., giocatore di football americano statunitense
- 2001 - Alejo Tabares, calciatore argentino
- 2001 - Bojan Tomašević, cestista montenegrino
- 2002 - Thiago Dombroski, calciatore brasiliano
- 2002 - Hugo Ekitike, calciatore francese
- 2002 - David Iacono, attore statunitense
- 2002 - Brian Peña, calciatore spagnolo
- 2002 - Giulia Stabile, ballerina e conduttrice televisiva italiana
- 2002 - Ava Sunshine Jemison, sciatrice alpina statunitense
- 2003 - Musab Al-Juwayr, calciatore saudita
- 2003 - Fëdar Lapavuchaŭ, calciatore bielorusso
- 2003 - Hans Niemann, scacchista statunitense
- 2003 - Marc Pubill, calciatore spagnolo
- 2003 - Patrik Vydra, calciatore ceco
- 2004 - William Clem, calciatore danese
- 2004 - Bjoern Koerdt, ciclista britannico
- 2004 - İzzet Çelik, calciatore turco
- 2005 - Clinton Duodu, calciatore ghanese
- 2005 - João Rego, calciatore portoghese
- 2006 - Jeremías Merlo, calciatore argentino
- 2007 - Renáta Jamrichová, tennista slovacca
- 2011 - Julian Hilliard, attore statunitense